# シアター上野
シアター上野（シアターうえの）は、東京都台東区、上野仲町通りの商店街にあるストリップ劇場。

## 概要
客席数は約30。1995年9月に上野スターミュージックから改称、現在の地に移転して開館。
1993年に千葉県松戸市にあったヌード松戸A級が再開発事業のため立ち退きを余儀なくされ、その経営者が所属タレントと共に上野スターミュージック（当時）に移転した。
1995年に上野池之端立田ビルへ移転し、シアター上野に改称。1997年9月21日から新宿TSミュージックの系列館になり、所属タレントは移籍した。
新宿TSミュージックが大阪東洋ショーなどの有名AV女優を積極的に出演させるのに対して、新宿TSミュージック所属のストリッパーが多く出演する傾向にある。
開館後5〜6年間は毎日7名が出演していたが、現在は進行上6名に制限している。年に数回不定期で開催される「ストキャバ」では、ステージの合間に場内で酒類が振る舞われ、当日出演しているストリッパー全員がコンパニオンとして観客を接待する、いわゆる「即席キャバクラ」のような光景が目にされる。劇場の受付前には、その写真が掲示されている。

### 専属ストリッパー
専属ストリッパーには、鏡乃有栖（かがみのありす）がいるが、彼女は他の劇団にも所属しており、2006年12月現在は劇団員としての活動に専念している。

### 摘発
2021年4月14日、午後0時半頃、警視庁による摘発があり、経営者の55歳の男やダンサーの女ら6人が公然わいせつの現行犯で逮捕された。客は15人だった。客の至近距離で脚を開いたり、一定期間、下半身に照明を当てて見せたりするなど下半身を強調する演出が公然わいせつに当たると判断された模様。
その後、2021年6月11日から2022年2月5日まで8ヶ月間の営業停止処分を受けた。営業停止中の運営資金を調達するため劇場側がクラウドファンディングを開始したことも報じられている。